# Fraternitat (filosofia)
S'entén per fraternitat o germanor la unió i bona correspondència entre persones germanes o entre aquelles que es tracten com a tals. Proclamada com a «virtut» en l'Antic i el Nou Testament, la fraternitat ha estat ensenyada també com a principi filosòfic per l'estoïcisme grec i romà.

## Característiques religioses de la fraternitat
En aquelles religions en què els creients es consideren fills de Déu i, per tant, germans entre ells, l'amor fraternal es tradueix en associacions com les confraries formades sobretot per laics que es dediquen a les obres de caritat i ajuda, a l'enterrament dels difunts, caritat per als pobres i marginats. Aquestes associacions es van desenvolupar especialment en el catolicisme després del Concili de Trento, però ja abans en totes les congregacions religioses els membres es consideraven germans anomenats amb el sobrenom de «frares» (del llatí frater, fratris, que vol dir «germà»).
El 2020 el Papa Francesc va publicar una encíclica amb l'eix principal situat en la fraternitat (Fratelli tutti).

## Característiques laiques de la fraternitat

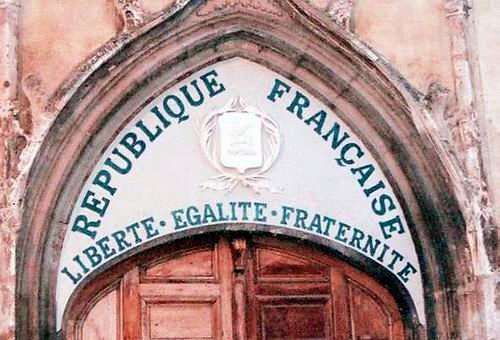
Lema de la República francesa sobre el timpà d'una església

La fraternitat adquireix una importància política amb l'eslògan de la Revolució Francesa de 1789 Liberté, egalité, fraternité: atès que el problema dels límits socials de l'economia individualista ja es plantejava aleshores, el principi difícilment es traduiria en disposicions legals concretes, almenys fins al 1848 quan, perdent el seu caràcter universalista intrínsec, tendirà a assumir matisos nacionalistes: De manera que els «germans» seran només aquells que pertanyen a la mateixa nació o a la mateixa classe social. En aquest punt és l'Estat qui interpreta el principi de fraternitat transfigurant-lo en el de « solidaritat», intervenint per eliminar les desigualtats socials i fer-se càrrec del destí de la nació.
Amb el marxisme, el principi de fraternitat es concreta encara més en el de la solidaritat dins de les classes que comparteixen les dificultats i els mitjans de lluita per superar-les.
Diverses escoles filosòfiques han apel·lat al sentiment i a la pràctica de la fraternitat:
- Mercès a la influència de la Il·lustració, la República francesa la té per una de les seves divises: «Llibertat, igualtat, fraternitat».
- Arthur Schopenhauer, pel sentiment de la compassió, limitador del dret natural del més fort.
- El positivisme per l'altruisme.
- John Stuart Mill i Herbert Spencer, en nom de la unió dels interessos individuals.

## Germanor de sang
Un fort vincle de solidaritat està representat simbòlicament, particularment en algunes zones de l'Àfrica equatorial, per un ritu que proposa una mena de germanor biològica mitjançant la qual dos individus a través d'una ferida mesclen la sang creant així un parentiu fictici.
A l'edat mitjana l'ús de la confraria d'armes era generalitzat entre els cavallers que juraven lleialtat i ajuda mútua.

## Fraternitat universal
La fraternitat universal, sancionada per la Declaració Universal dels Drets Humans, apel·la a la condició que tots els éssers humans tenen en comú, per tal de compartir el mateix destí de la vida i la mort. A partir d'aquí ha de sorgir un sentiment de fraternitat que s'aconsegueix en solidaritat amb aquells pobles en particular dificultats per malaltia, fam, manca d'aigua, desnutrició. Inspirats en aquest principi de fraternitat universal, recolzat per les finances internacionals de l'estat, les Nacions Unides van crear organismes particulars com la UNESCO, la FAO, l'UNICEF, l'OMS, l'OIT i l'ACNUR per satisfer les necessitats internacionals.